# Hydridecompressor
Een hydridecompressor is een waterstofcompressor op basis van metaalhydriden met de absorptie van waterstof bij lage druk en desorptie van waterstof onder hoge druk door het verhogen van de temperatuur met een externe warmtebron zoals een verwarmd waterbed of een elektrische spoel. Voordelen van de hydridecompressor zijn de hoge volumetrische dichtheid, geen bewegende delen en omdraaibare absorptie/desorptie, nadelen zijn de hoge kosten van het metaalhydride en het gewicht.

## Geschiedenis
De eerste toepassingen van metaalhydriden werden door de NASA gemaakt om op lange termijn de opslag van waterstof aan te tonen voor gebruik in de ruimte voortstuwing. In de jaren 70 werden auto's bestelwagens en heftrucks getoond. De metaalhydriden werden gebruikt voor de opslag van waterstof, scheiding, en koeling. In 2007 werd de hydride compressor gebruikt aan boord van de kanaalboot Ross Barlow. Een voorbeeld van het huidige gebruik zijn waterstof sorptie cryogene koelers en draagbare metaalhydride compressoren.